# Max Pietsch
Max Pietsch (* 20. Dezember 1902 in Voitsberg, Steiermark; † 12. Oktober 1976 in Graz) war ein österreichischer Wirtschaftswissenschaftler und Soziologe. 

## Leben
Max Pietsch studierte Maschinenbau an der Technischen Hochschule Graz, anschließend Volkswirtschaft an der Universität Wien, wo er 1931 bei Othmar Spann und Ferdinand Degenfeld-Schonburg promoviert wurde. Eine Zeit lang gehörte er zum Umfeld des Kreises von Othmar Spann.
1931 bis 1938 war er Kanzleidirektor des Katholischen Universitäts-Vereins und Sekretär der Salzburger Hochschulwochen.
Anschließend nahm er verschiedene Positionen in größeren deutschen Industriebetrieben ein, mit den Schwerpunkten Betriebswirtschaft und Sozialrecht. Seit 1947 war er Lehrbeauftragter für Sozialrecht und seit 1948 zusätzlich für Betriebswirtschaftslehre an der Technischen Hochschule Graz, wo er sich 1952 habilitierte. Von 1955 bis 1973 war er Professor für Allgemeine Betriebswirtschaftslehre.
Ein Schwerpunkt von Pietschs Arbeit lag auf der Erforschung der Auswirkungen von Rationalisierung und Automatisierung auf die menschliche Arbeit und die damit verbundenen Konsequenzen.

## Schriften
- Von Wert und Würde menschlicher Arbeit. Frankfurt am Main: Josef Knecht 1952
- Die Industrielle Revolution. Von Watts Dampfmaschine zu Automation und Atomkernspaltung. Freiburg im Breisgau–Basel–Wien: Herder 1961